# Picris willkommii
Picris willkommii é uma espécie de planta com flor pertencente à família Asteraceae. 
A autoridade científica da espécie é (Sch.Bip.) Nyman, tendo sido publicada em Sylloge Florae Europaeae 53. 1855.

## Portugal
Trata-se de uma espécie presente no território português, nomeadamente em Portugal Continental.
Em termos de naturalidade é endémica da Península Ibérica.

## Protecção
Encontra-se protegida por legislação portuguesa ou da Comunidade Europeia, nomeadamente pelo Anexo IV da Directiva Habitats e pelo Anexo I da Convenção sobre a Vida Selvagem e os Habitats Naturais na Europa.